# Provincia de Bolívar (Ecuador)
Bolívar es una de las veinticuatro provincias que conforman la República del Ecuador, situada en el centro del país, en la zona geográfica conocida como región interandina o sierra, principalmente sobre la hoya de Chimbo al sur y en los flancos externos de la cordillera occidental en el oeste. Su capital administrativa es la ciudad de Guaranda, la cual además es su urbe más grande y poblada. Bolívar tiene una extensión de 3945,38 km², siendo la decimonovena provincia del país por extensión. Limita al norte con Cotopaxi, al sur con Guayas, al occidente con Los Ríos y al oriente con Chimborazo.
En el territorio bolivarense, habitan 199 078 personas, según el último censo (2022), siendo la decimosexta provincia más poblada del país. La provincia de Bolívar está constituida por siete cantones, con sus respectivas parroquias urbanas y rurales. Según el último ordenamiento territorial, la provincia de Bolívar pertenecerá a una región comprendida también por las provincias de Guayas, Los Ríos  y Santa Elena, aunque no esté oficialmente conformada, denominada «Litoral». Administrativamente está dentro de la Zona de Planificación 5 del Ecuador, donde Bolívar es la única provincia de la región Sierra que pertenece a esta zona.
Las actividades principales de la provincia son el comercio, la ganadería, la agro industria y la agricultura. En la provincia se comercializan los productos de la zona como panela, aguardiente, lana, lácteos y tejidos. La lana de fibras naturales, los productos lácteos y los tejidos artesanales son elaborados en su mayoría por las empresas comunitarias de la parroquia Salinas.
Tuvo distintos períodos migratorios provenientes de la serranía como los puruhaes y panzaleos. Más adelante, fue conquistada por los incas al mando de Huayna Cápac. La colonización española se dio cuando llegó el conquistador español Sebastián de Belalcázar en 1534. Durante ese período, las entidades máximas y precursoras de la provincia serían los corregimientos de Chimbo y Guaranda. Después de la guerra independentista y la anexión de Ecuador a la Gran Colombia, se crea la provincia de Chimborazo, el 25 de junio de 1824, en la que dentro de sus límites se encuentra el actual territorio bolivarense. Luego pasaría a ser parte de Pichincha, en 1835 vuelve a ser parte de Chimborazo y en 1860 de la naciente provincia de Los Ríos. El 23 de abril de 1884, se crea la décima cuarta provincia del país, la Provincia de Bolívar.

## Historia

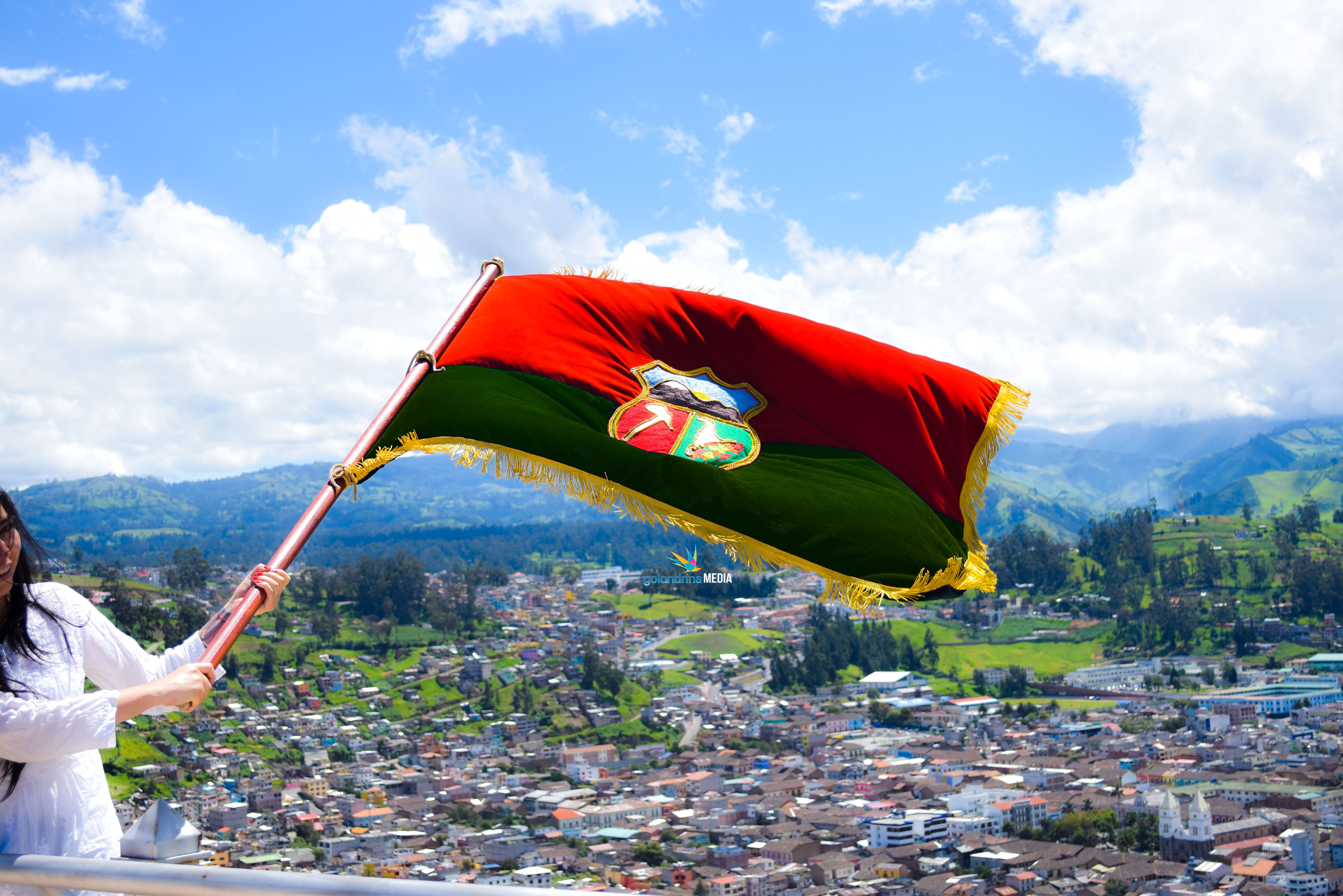
La bandera de la provincia de Bolívar consta de dos franjas horizontales; la primera de color rojo, representan la sangre de los bolivarenses derramada en el camino real, y la franja de color verde tiene como significado el color de sus vívidos campos.

En la época precolombina, la zona estuvo poblada por los puruhaes, que fueron etnias numerosas de indígenas que ocupaban las provincias de Chimborazo, Bolívar, Tungurahua y parte de Cotopaxi. Tuvieron una monarquía federativa, donde cada curaca o régulo gobernaban independientemente su propio pueblo; pero en casos graves relativos al bienestar general, todos los jefes se juntaban a deliberar en asamblea común, presidido por el régulo. Tenían un gobierno bien organizado y leyes que arreglaban la sucesión al poder. La monarquía era hereditaria y sucedía siempre el hijo varón. Estos pueblos formaron parte del Reino de Quito, hasta la llegada y posterior conquista de los incas. Probablemente, cuando Túpac Yupanqui regresó desde Quito hasta Cuzco, utilizó la ruta relativamente accesible que desciende desde el callejón andino, pasando por los páramos del volcán Chimborazo, y que desciende por el valle del río Chimbo hasta alcanzar la llanura costera.
Durante la etapa Colonial fueron creados algunos corregimientos, entre estos el de Chimbo, fundado por el conquistador español Sebastián de Benalcázar, en 1534, tomando en cuenta la ubicación especial entre costa y sierra, la fertilidad de su suelo, la variedad de clima y productos y la calidad de sus habitantes. La fecha de fundación española de Guaranda no es muy clara, pero se presume que fue fundada el 23 de abril de 1571, con el nombre de «Limpia Concentración de Guaranda». Los escasos datos existentes de la historia de la ciudad fueron hechos por corregidor de Chimbo, Miguel de Cantos que escribió en 1581 sobre la ciudad de Guaranda. Para 1592, Guaranda se consolida como una pequeña población, dentro del Corregimiento de Chimbo (fundado en 1581).
En el siglo XVIII, Guaranda se convirtió en el centro comercial más importante de la región, es por esto que en 1702 se fundó el Corregimiento de Guaranda; mientras en 1776 desaparece el Corregimiento de Chimbo y se le asigna a Guaranda toda su jurisdicción. Fue elevada a Villa el 11 de noviembre de 1811, su independencia fue el 10 de noviembre de 1820, y se constituyó como cantón el 23 de junio de 1824.
Ocurridos los terremotos de 1674 y 1775, la destruyeron completamente, por lo que pasó a ser Guaranda el Corregimiento, hacia los años 1776 y 1780. La leyenda relata que el traslado se efectuó en forma sigilosa, por la noche, con archivos y empleados, porque el Corregidor se había enamorado de la hija del cacique guarandeño Huamán.
Algunos fueron los corregidores: Don Nicolás Hordoñez, y el general de Baltazar Carriendo y Arce, el general Fernando Antonio de Echeandía padre del prócer guarandeño Coronel Manuel de Echeandía- Don Gaspar de los Ríos y el Capitán de Dragones José de Larrea y Villavicencio, designado por la junta de Gobierno de Quito el 14 de agosto de 1809, esto es, a los cuatro días de lanzado el Primer grito de Independencia Americana.
El 11 de noviembre de 1811, la junta de Gobernación de Quito elevó a Guaranda a la categoría de Villa, asignándola todas las prerrogativas, atribuciones y gobierno. El Dr. Antonio Ante la representó en el Congreso de Diputados, reunido en Quito, el 12 de diciembre para dictar la Primera Constitución Política del Estado.

Localización de la Batalla de Camino Real

Según la ley de División territorial de Colombia, dictada el 25 de junio de 1824, Guaranda en su categoría de cantón pasó a formar parte de la Provincia de Chimborazo. Esta situación duró hasta el 3 de marzo de 1860, fecha en que García Moreno, creó el Cantón Chimbo; además se resolvió que Guaranda y Chimbo, con sus parroquias, fueron incorporadas a la provincia de los Ríos.
La Provincia de Bolívar se constituyó como tal por tener líderes que anhelaban su independencia administrativa [cita requerida]. Muchos fueron los pronunciamientos previos de importantes grupos sociales de Guaranda, Guanujo, Chimbo que hicieron, por igual, sus peticiones al Gobierno y al Congreso Nacional, buscando la autonomía política [cita requerida]. En la Convención Nacional reunida en Ambato en 1878, por primera ocasión se escucha una voz que pone de relieve las aspiraciones independentistas del sector serrano de la provincia de Los Ríos, cuyas actividades administrativas gubernamentales constituían un verdadero suplicio para sus habitantes.
Esa voz fue la del representante Camilo Montenegro Carcelén, que luego como vicepresidente de la Asamblea de 1880, dando un paso decisivo para la creación de la Provincia[cita requerida], logra el establecimiento de un colegio en Guaranda: «El San Pedro», que luego de la Revolución Liberal de 1895 cambiaría su nombre por «Pedro Carbo».
Al triunfar la revolución que derrocó al General Ignacio de Veintimilla, que se había proclamado dictador por segunda ocasión, fue convocada la Asamblea Nacional de 1883-1884. Por la provincia de Los Ríos fueron elegidos diputados Gabriel Ignacio Veintimilla Flores, José Vaquero Dávila y Ángel Polibio Chaves. El último de los nombrados, que figuró entre los principales jefes de la expedición del Sur contra el dictador[cita requerida], suscribió un compromiso con 16 diputados más, por el cual se comprometían, entre otros aspectos de importancia nacional, crear las provincias que llevarían los nombres de «Bolívar» y «El Oro».
Ángel Polibio Chaves presentó la solicitud a la Asamblea Nacional, presidida por el general Francisco J. Salazar. En la sesión extraordinaria del 21 de febrero de 1884, «se consideró, en tercera discusión, la Ley de División Territorial», cuyo artículo primero creaba las nuevas provincias.
El diputado Vaquero, diputado por la Provincia de los Ríos, fue el principal opositor; Chaves con gran elocuencia replicó, Vaquero más fuerte en la contrarréplica; el diputado Veintimilla Flores hace escuchar su postura, cuya argumentación fue una clase de Cívica e Historia que mantuvo a la Cámara en plena atención y que sirvió para ilustrar el debateChaves con gran elocuencia replicó, Vaquero más fuerte en la contrarréplica; el diputado Veintimilla Flores hace escuchar su postura, cuya argumentación fue una clase de Cívica e Historia que mantuvo a la Cámara en plena atención y que sirvió para ilustrar el debate[cita requerida]. La Asamblea se pronunció por la nueva división territorial, que puesta a consideración del Ejecutivo, fue sancionada el 23 de abril de 1884. El 15 de mayo de 1884 se inauguró como provincia con los cantones de Guaranda y San José de Chimbo, siendo su capital Guaranda.

## Hidrografía
El eje hidrográfico de la provincia es el río Chimbo, al que alimentan los ríos Salinas y Guaranda. Junto con el Chanchán, el Chimbo forma el río Yaguachi, que desemboca en el Guayas. Existen, además, otros cursos fluviales de importancia: Caluma, Huaico, Pallatanga, San Lorenzo, Saquibi, Simiátug y Telimbela. Y en Guanujo existen dos pequeñas lagunas: Puricocha y Patococha.

## Gobierno y política

### Política
La estructura política de Bolívar está conformada por el Gobierno Autónomo Descentralizado Provincial, denominado comúnmente como «Prefectura», la cual es una persona jurídica de derecho público que goza de autonomía política, administrativa y financiera, y ejerce las funciones ejecutivas, legislativas y de fiscalización dentro de la circunscripción territorial de la provincia. La sede de este gobierno seccional está en la ciudad de Guaranda, en calidad de capital provincial.
El gobierno provincial está conformado por un prefecto, un viceprefecto y el consejo provincial. El prefecto es la máxima autoridad y representante legal de la función ejecutiva dentro de la provincia y es elegido en binomio junto al viceprefecto por votación popular en las urnas. El consejo provincial es el órgano de legislación y fiscalización del gobierno provincial, y está integrado por el prefecto -quien lo preside con voto dirimente-, el viceprefecto, los alcaldes de los siete cantones, y representantes de los gobiernos de las parroquias rurales. En la actualidad el cargo de prefecto lo ejerce Aníbal Coronel, elegido para el periodo 2023-2027.
Paralelo al Gobierno Autónomo Descentralizado Provincial de Bolívar, el poder ejecutivo del presidente de la República está representado en la provincia por el gobernador. El cargo de gobernador es ocupado por un individuo designado por el presidente de la República, y puede durar en sus funciones indefinidamente mientras así lo decida el primer mandatario del país. Actualmente, el gobernador de la provincia es Ramiro Jaramillo.

## División administrativa

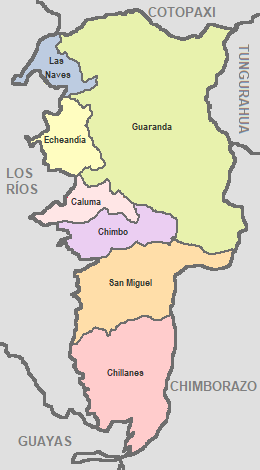
Cantones de Bolívar

Bolívar está dividida en 7 cantones, que a su vez están conformados por parroquias urbanas y rurales. Cada uno de los cantones son administrados a través de los gobiernos autónomos descentralizados municipales, los cuales son elegidos cada 4 años por la ciudadanía en elecciones nacionales. La responsabilidad de estos cantones es realizar el mantenimiento de carreteras, administrar los presupuestos que el estado les asigna para programas de asistencia social y económica, y administrar infraestructuras tales como parques y sistemas de saneamiento básico. El cantón de mayor extensión es Guaranda que limita con todos los cantones excepto con el cantón Chillanes y también limita con la provincia de Cotopaxi y Tungurahua.
| Cantón     | Población (2022) | Área (km²) | Cabecera cantonal  | Población (2022) |
| ---------- | ---------------- | ---------- | ------------------ | ---------------- |
| Caluma     | 15 607           | 175        | Caluma             | 7884             |
| Chillanes  | 19 802           | 655        | Chillanes          | 3251             |
| Chimbo     | 15 524           | 262        | San José de Chimbo | 4354             |
| Echeandía  | 14 654           | 230        | Echeandía          | 7138             |
| Guaranda   | 98 130           | 1898       | Guaranda           | 30 755           |
| Las Naves  | 7012             | 147        | Las Naves          | 1984             |
| San Miguel | 28 349           | 570        | San Miguel         | 8806             |

## Turismo
En referencia al turismo, la provincia es rica en sectores de bellos paisajes andinos que junto al Santuario de la Virgen del Guayco convierten a la provincia en un lugar muy atractivo para el turismo rural. Hacia el norte está la Parroquia Salinas famosa por sus empresas comunitarias entre las que se destacan la fábrica de chocolates, la Quesería, la Asociación de Artesanas Texal, los farallones del río Tiagua; también en la zona norte está la Reserva Faunística del Chimborazo cuyo territorio es compartido con las provincias: Tungurahua y Chimborazo; en la zona de San Miguel se encuentra el balneario de Balzapamba, en la zona subtropical encontramos el Bosque Piedra Blanca cerca de la Parroquia San Luís de Pambil.

### Carnaval
El Carnaval constituye la «Fiesta Mayor» de la ciudad y la provincia y su celebración es reconocida tanto nacional como internacionalmente.
Es una fiesta popular que se festeja en honor a la siembra y a la fertilidad de las tierras, y para que las deidades bendigan el inicio de la siembra. Es una costumbre que se realiza en Ecuador, especialmente en Guaranda y en todos los cantones y parroquias de la provincia de Bolívar. En Guaranda, se congregan bandas de los diferentes pueblos aledaños, para departir con música nacional popular, como albazos, yaravíes, y la típica canción del Carnaval. La principal característica de esta celebración es el jugar con agua, pero existe una variante en la cual los diferentes actores se untan y arrojan entre sí harina, pintura, huevos y maicena, además de agua.
Tampoco falta el famoso «Pájaro azul» típico de la región, este es un destilado de la caña de azúcar fermentada, y su peculiar nombre es debido a su color azulado. Desde hace unos años, este carnaval de música, color y baile ha congregado a grupos culturales étnicos de las cuatro diferentes regiones de Ecuador. SIERRA, COSTA, ORIENTE E INSULAR, además de estar tomando un giro global acogiendo a grupos de baile y danza bolivianos, peruanos, colombianos y norteamericanos.

### Otros atractivos
- Monumento al Cacique Guaranga - Guaranda
- El Camino Real - Bilován
- La gruta de la Virgen de Lourdes - San Miguel
- Santuario de la Virgen del Guayco - La Magdalena
- Good Omen Distillers, Destilería Artesanal, La Asunción
- Armerías de Tambán - Chimbo (ya no existen)
- Minas de Sal (Época incaica) - Salinas de Tomabelas
- Empresas comunitarias - Salinas de Tomabelas
- Laguna de Las Cochas - Guaranda
- Fiesta de los Santos Reyes - Simiátug
- Turismo comunitario Piedra Blanca - San Luis de Pambil
- Bosque Protector Piedra Blanca - San Luis de Pambil
- Ruta del Pájaro Azul - Echeandía

### Fiestas provinciales
- 6 de enero: Fiesta de los Santos Reyes en Salinas y Simiatug.
- 10 de enero: Cantonización de San Miguel
- Mes de febrero: Los famosos Carnavales de Guaranda.
- 23 de abril: Fundación de la Provincia Bolívar.
- 24 de mayo: Fiesta del Señor de la Buena Esperanza en San Lorenzo.
- 13 de junio. Fiesta de San Antonio, patrono de Simiátug.
- 11, 12 y 13 de agosto. Festival de la Naranja, en Caluma.
- 23 de agosto, cantonización del cantón Caluma
- 2-3 de noviembre: Festival del Queso en Salinas
- 10 de noviembre de 1820: Independencia de Guaranda.

## Demografía

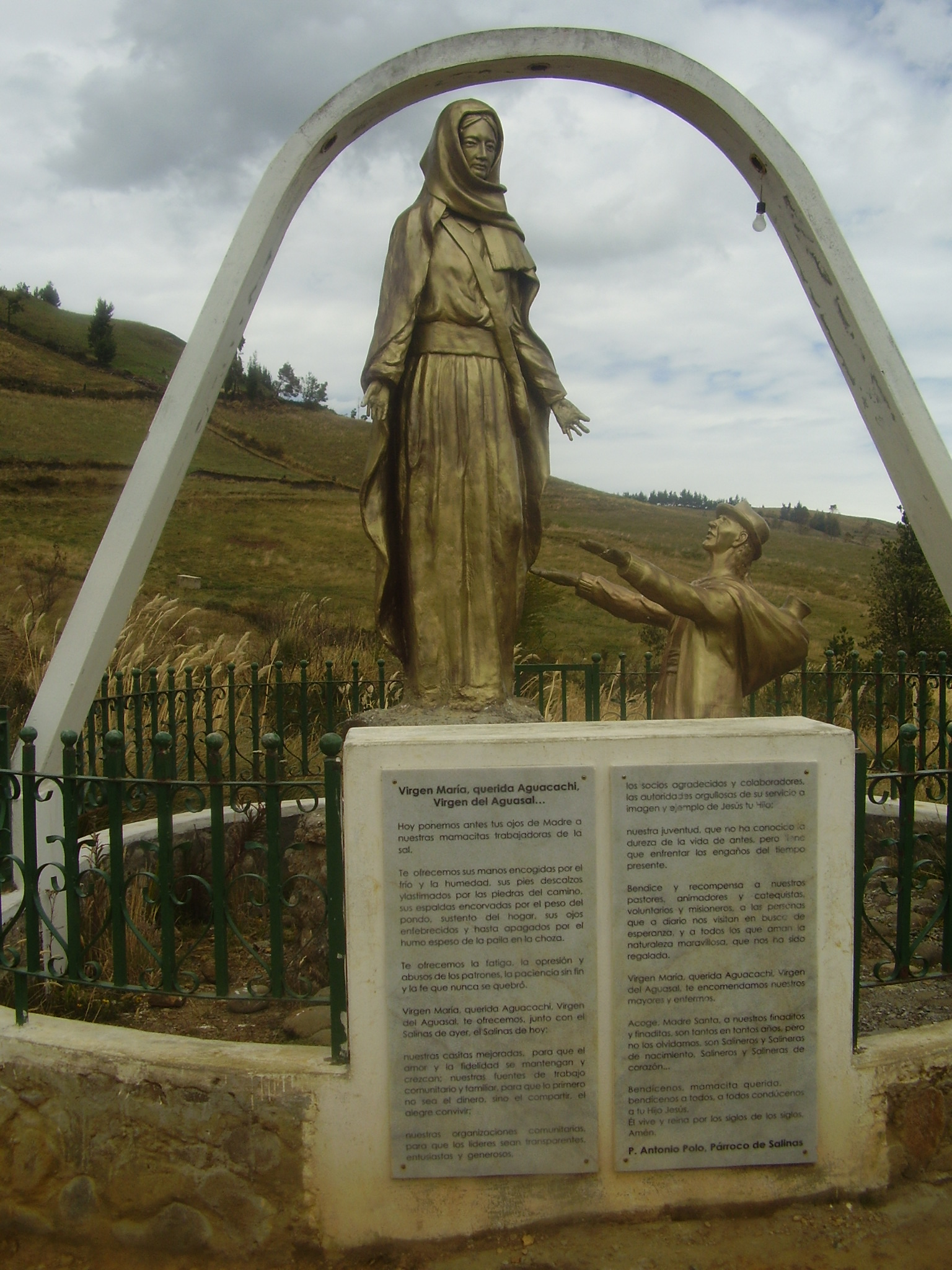
Monumento a la Virgen del Aguasal, en Salinas de Guaranda.

### Datos demográficos
- Población total:[6]  210.641
  - Mujeres:  93.766
  - Hombres:  89.875
- Población rural:  126.102
- Población indígena: 16.963 (9,3%)

### Indicadores socioeconómicos
- Analfabetismo (%): 17,50

### Indicadores sanitarios
- Mortalidad infantil por 1.00 nacidos vivos: 47,40[7]
- Enfermedades diarreicas: 2.640
- Médicos por 10 000 hab.: 9,50
- Enfermeras por 10 000 hab.: 5,20
- Aux. de enfermeras por 10 000 hab.: 7,40
- Camas hospitalarias por 1.00 hab.: 0,60

### Indicadores de agua y saneamiento
- Agua entubada (rural, %): 13,39
- Número de viviendas con agua entubada: 3.798

## Gastronomía
Entre los platos típicos de la zona están: el Morocho con leche, tortilla de papas, tortillas de maíz en tiesto, pan de finados, el Sancocho, buñuelos y bolas de verde.
- Fritada, plato típico del cantón Caluma.
- Buñuelos, en Guaranda
- Hornado, en Chimbo
- Papas con queso, en Salinas de Tomabelas
- Tortillas de papa, en San Miguel
- Cuy asado en Guaranda